# 莫姆奇洛·塔帕維卡
莫姆奇洛·塔帕維卡（匈牙利語： [ˈtɒpɒvit͡sɒ ˈmomt͡ʃilloː]，1872年10月14日—1949年1月10日）是一位全能運動員，曾經在1896年夏季奥林匹克运动会同時參加網球、舉重和摔跤比賽；塔帕維卡在網球比賽中取得最佳成績，贏得了男子單打銅牌，成為第一位獲得奧運獎牌的塞爾維亞裔、斯拉夫裔和匈牙利公民 。在他的運動生涯結束後，塔帕維卡成為一名知名建築師。

## 運動員生涯
塔帕維卡是一名塞爾維亞裔，於1872年出生於匈牙利王國的納達利（Nádalja），他少年在诺维萨德開始接觸運動訓練，後來在布達佩斯繼續接受訓練，並在技術學院學習建築和土木工程。他的表現非常優秀，被選入匈牙利隊參加1896年雅典第一屆奧林匹克運動會，並參加了網球、舉重和摔跤比賽。在1896年夏季奧運會上，塔帕維卡是匈牙利奧運代表團中唯一的網球選手，在首輪比賽中，他擊敗了希臘的D·弗朗戈普洛斯（D. Frangopoulos）；第二輪比賽中，塔帕維卡輪空晉級，隨後在準決賽不敵埃及的迪米特里奧斯·卡斯達格利斯，與希臘選手康斯坦丁諾斯·帕斯帕蒂斯同時獲得銅牌。塔帕維卡成為是第一位獲得奧運獎牌的塞爾維亞裔選手，也是迄今為止唯一一位在奧運會網球比賽中獲得獎牌的匈牙利選手。
在舉重比賽中，塔帕維卡過度用力，導致肩膀受傷，在六名參賽者中以最後一名的成績完成雙手舉重比賽。兩天後，塔帕維卡的傷勢仍未痊愈，在摔跤比賽的第一輪中被斯特凡诺斯·赫里斯托普洛斯擊敗。兩人實力相當，但是塔帕維卡先疲憊並且投降。
塔帕維卡參加奧運會後再也沒有參加過競技比賽，但他繼續參加休閒運動，如田徑、體操和划船等。多年來，他一直是諾維薩德的划艇俱樂部‘Danubius’的成員。

## 建築成就
塔帕維卡結束運動員生涯後成為一位建築師，在布達佩斯工作了一段時間後回到諾維薩德，1908年他受尼古拉一世之邀，前往蒙特內哥羅設計了幾座建築，包括采蒂涅的德國大使館和國家銀行，以及新海尔采格的博卡酒店。在諾維薩德，他設計了一座由瑪麗亞·特蘭達菲爾（Marija Trandafil）遺囑資助的孤兒院，該建築於1912年完工，後來成為塞爾維亞文化科學協會建築物（Matica srpska）。
第一次世界大戰爆發後，塔帕維卡移民到奧匈帝國，及後移居摩洛哥。在摩洛哥期間，他加入了法國外籍軍團，並與未來的西班牙獨裁者弗朗西斯科·佛朗哥成為朋友。戰後，塔帕維卡返回諾維薩德，建立自己的建築設計公司，並積極參與有關城市規劃。在第二次世界大戰後，他於1948年移居到波雷奇，並為這個遭受戰火摧殘的城市做出重要貢獻。他於1949年在普拉去世。